# Archibald Douglas (död 1333)
Sir Archibald Douglas, född omkring 1296, död den 19 juli 1333, var en skotsk adelsman, son till William de Douglas, bror till James Douglas, lord av Douglas, far till William Douglas, 1:e earl av Douglas. 
Sir Archibald var under kung David Bruces minderårighet den ledande mannen i Skottland, besegrade 1332 den av engelsmännen understödde tronpretendenten Edward Balliol vid Annan och blev i mars 1333 Skottlands regent. Han besegrades den 19 juli samma år av Edvard III i slaget vid Halidon Hill, där han stupade.